# Leśniczówka (Poręba)
Leśniczówka – część wsi Poręba w Polsce, położona w województwie małopolskim, w powiecie myślenickim, w gminie Myślenice.
W latach 1975–1998 Leśniczówka położona była w województwie krakowskim.